# Ню-диско
Ню-диско (англ. nu-disco) — жанр танцювальної музики 21-го століття, пов'язаний із відновленням інтересу до диско кінця 1970-х, європейських стилів танцювальної музики 1980-х, наповнених синтезаторами, та електронної танцювальної музики початку 1990-х. Жанр був популярний на початку 2000-х і пережив незначне відродження у 2010-х.
Існує кілька сцен, пов'язаних із терміном ню-диско. Оригінальна сцена характеризується як хаус-музика, поєднана з елементами диско (іноді її неправильно називають диско-хаус), і балеарська музика під впливом диско, також відома як балеарське відродження ритму або балеаріка.
Ню-диско часто плутають з іншими жанрами хаус-музики під впливом диско, такими як французький хаус або диско-хаус. Французький хаус зазвичай має різноманітні спецефекти, як-от фейзери, і має велику кількість семплів у порівнянні зі звичайно запрограмованими або живими оригінальними інструментами, на які покладається ню-диско. Інша ключова відмінність полягає в структурі пісні — ню-диско зазвичай має типову структуру пісні для поп-музики чи класичної диско-пісні, з кількома розбивками та часто з куплетами та приспівом, тоді як диско-хаус зазвичай має більш постійний і незмінний характер композиції, як і більшість хаус-музики.

## Історія

### Дискотечні редакції: 1970-ті— початок 1990-х
Редагування або редагування диско з'явилося одночасно з появою диско на початку 1970-х років, коли діджеї шукали способи полегшити мікшування музики. Disco edit — це модифікована версія оригінального майстер-класу, відредагована диско- та хаус-ді-джеями, щоб розширити та підкреслити найкращі та найбільш зручні для танцю елементи. Наприклад, редагування Тодда Тер'є хіта Bee Gees «You Should Be Dancing» робить саме це, применшуючи вокальні рифи старої школи на користь потужного басу, жвавої перкусії та загального відчуття простору.

### Поява ню-диско: середина 1990-х— кінець 1990-х
Ранній розвиток жанру пов'язаний із Black Cock Records, лейблом для редагування диско, який діяв переважно в 1993—1998 роках, заснованим ді-джеєм Харві та Джеррі Руні. Лейбл був зосереджений на випуску неофіційних переробок диско- треків і деякого року під впливом фанку. У 1990-х це був не єдиний існуючий бутлег- лейбл диско-редакторів, але він мав величезний вплив на покоління продюсерів хаус-музики, надихнувши багатьох на пошук декадентського жанру та адаптацію власних хаус-музик до елементів диско-звучання.
У середині 1990-х Nuphonic Records був лейблом для британських виконавців Idjut Boys, Faze Action, Раджа Гупти та Кріспіна Дж. Гловера, які вважаються піонерами ню-диско. The Idjut Boys, найвідоміший як новатор стилю хаус-музики під назвою «диско-даб», були сильно натхненні фрістайлом і дабом під впливом пост-диско танцювального звучання початку 1980-х. Faze Action були одним із перших домашніх продюсерських підрозділів, які створювали «живі» постановки, які наполягали на використанні методів, що використовуються в диско. Піонерами цього жанру також називають ді-джея Дейва Лі, він же Джоуі Негро та Крейзі Пі.

### Основний успіх, синонім французького хауса та диско-хаусу: кінець 1990-х— середина 2000-х
Наприкінці 1990-х — на початку 2000-х танцювальні жанри, натхненні диско, стали популярними; багато французьких хаус, фанк хаус і диско хаус пісень увірвалися в чарти. Такі популярні треки, як «Love at First Sight» Кайлі Міноуг, «Take Me Home» і «Murder on the Dancefloor» Софі Елліс-Бекстор, «Little L» Jamiroquai і «Love on My Mind» Freemasons усі потрапили до першої десятки чарту синглів Великобританії. На той час сцена ню-диско була сильно пов'язана з диско-хаусом.

### Падіння популярності та розвитку: середина 2000-х— кінець 2000-х
У 2000-х роках ню-диско набуло нового звучання, яке розвивалося на різних місцевих сценах:
- Норвезьке диско[2][12][13] злиття космічного диско з ню-диско, видатними виконавцями є Ліндстрем[2], Прінс Томас[13] і Тод Тер'є[13][14].
- Balearica[6] або Balearic Beat Revival[15], європейська сцена, на яку сильно вплинув Balearic House, переважно представлений бельгійським гуртом Airplane та іншими європейськими продюсерами[16][17].
- Європейське синтезаторське ню-диско, під впливом італо-диско, синті-попу 1980-х і нової хвилі[18], піонером Lifelike[fr][18][19] і Kris Menace[20], сцена згодом переросла в рух Синтвейв[21].
- На австралійській сцені[7], яка перетинає кордони з індітронікою та інді-денсом, відомими виконавцями є Miami Horror[22] і Bag Raiders[23].

У липні 2008 року Beatport додав жанрову категорію «Nu Disco / Indie Dance», заявивши, що nu-disco — це «все, що бере свій початок із (електронного) диско кінця 70-х і початку 80-х років, бугі, космічного, балеарського та італійського диско континууму». Спочатку сервіс пов'язував це з редагуванням класичних диско записів і кількома європейськими електронними продюсерами, які створювали музику в цьому стилі. Він використовувався разом із альтернативним танцем до вересня 2019 року, коли Beatport розділив категорії на дві, залишивши ню-диско в «Nu Disco / Disco».

### Повернутися до мейнстріму: початок 2010-х— сьогодні
На початку 2010-х такі гурти, як Metronomy, Hercules &amp; Love Affair і Friendly Fires, почали використовувати елементи ню-диско у своїх піснях, повернувши ню-диско до основної популярності та визнання критиків. Виконавці стилю ню-диско Airplane і Soulwax стали дуже впливовими та випускалися на великих лейблах, тоді як іншим продюсерам анонімно доручають працювати на поп-групи. Стів Коті, учасник культового гурту Chicken Lips, сказав у 2012 році: "30 відсотків музики в чартах мають відчуття стилю лівого диско. Продюсери надають їй такого блиску, що робить її більше для Ви можете почути електронні композиції Chicken Lips, які були поширені у 2003 році в деяких творах Леді Гаги.